# Chamaeascus
Chamaeascus — рід грибів родини Hyponectriaceae. Назва вперше опублікована 1993 року.

## Класифікація
До роду Chamaeascus відносять 1 вид:
- Chamaeascus arcticus